# Пальмієрит
Пальмієрит — мінерал, сульфат калію і свинцю острівної будови.

## Загальний опис
Хімічна формула: PbK2[SO4]2. Склад у % (з фумарол Везувію): PbO — 54,8; K2O — 12,8; SO3 –29,4. Домішки: Na2O (3,5). Сингонія тригональна. Дитригонально-скаленоедричний вид. Утворює дрібні слюдоподібні пластинки гексагонального обрису. Густина 4,5 — 4,24. Безбарвний або білий.
Знайдений у відкладах фумарол разом з афтиталітом (ґлазеритом) після виверження Везувію 1908 і 1919 рр.
Названий за прізвищем італійського мінералога Л. Пальмієрі (L.Palmieri), A.F.Lacroix, 1907.